# غد أفضل (فلم)
غد أفضل هو فيلم حركة صدر في سنة 1986. من بطولة تشاو ين فات.

## وصلات خارجية
- غد أفضل على موقع IMDb (الإنجليزية)
- غد أفضل على موقع ميتاكريتيك (الإنجليزية)
- غد أفضل على موقع الموسوعة البريطانية (الإنجليزية)
- غد أفضل على موقع روتن توميتوز (الإنجليزية)
- غد أفضل على موقع نتفليكس (الإنجليزية)
- غد أفضل على موقع ألو سيني (الفرنسية)
- غد أفضل على موقع Turner Classic Movies (الإنجليزية)
- غد أفضل على موقع أول موفي (الإنجليزية)
- غد أفضل على موقع فيلمافينيتي (الإسبانية)
- غد أفضل على موقع قاعدة بيانات الأفلام السويدية (السويدية)